# Arcobaleno (serie animata)
Arcobaleno (Rainbow Fish) è una serie TV animata statunitense-canadese prodotta da Decode Entertainment e The Learning Channel Originals.

## Trama
La storia della serie riprende i personaggi e le ambientazioni presenti nel romanzo omonimo di Marcus Pfister, aggiungendone di nuovi ed edulcorandone alcuni; tuttavia il cartone non segue le medesime vicende, finendo per creare un universo parallelo a quello dell'opera cartacea.
La serie narra le vicende della pacifica vita del pesce Arcobaleno e dei suoi amici con i quali imparerà importanti lezioni di vita tra cui l'amicizia, la generosità, la perseveranza, la pazienza e la risoluzione dei problemi.

## Personaggi principali
- Arcobaleno
- Blu
- Marinella
- Mandibola
- Spina
- Wanda
- Sol, papà di Arcobaleno
- Aqua, mamma di Arcobaleno
- Ruby
- Signorina Chips
- Preside Caciucco
- Sir Spada
- Sherman Gambi

## Doppiaggio
| Personaggio               | Doppiatore originale | Doppiatore italiano |
| ------------------------- | -------------------- | ------------------- |
| Arcobaleno                | Rhys Huber           | Alessio De Filippis |
| Blue                      | Andrew Francis       | Davide Perino       |
| Marinella                 | Chantal Strand       | Gemma Donati        |
| Mandibola                 | Christopher Gray     | Simone Crisari      |
| Spina                     | Bill Switzer         | Massimiliano Alto   |
| Sol, papà di Arcobaleno   | John Payne           | Renzo Stacchi       |
| Aqua, mamma di Arcobaleno | Ellen Kennedy        | Daniela Cavallini   |
| Ruby                      | Chiara Zanni         | ?                   |
| Wanda                     | Kathleen Barr        | Paola Tedesco       |
| Sir Spada                 | Colin Murdoch        | Oliviero Dinelli    |
| Signorina Chips           | Ellen Kennedy        | ?                   |
| Caciucco                  | French Tickner       | ?                   |
| Sherman Gambi             | Alex Doduk           | ?                   |

## Episodi
| nº | Titolo originale                        | Titolo italiano                     | Data USA         | Data Italia     |
| -- | --------------------------------------- | ----------------------------------- | ---------------- | --------------- |
| 1  | Rainbow Fish and the New Girl at School | La nuova compagna di scuola         | 8 gennaio 2000   | 7 maggio 2001   |
| 2  | Rainbow Fish Meets Wayne Grunion        | Il campione                         | 8 gennaio 2000   |                 |
| 3  | Rainbow Fish Plays the Conch Shell      | Arcobaleno musicista                | 15 gennaio 2000  |                 |
| 4  | Riptide                                 | Le rapide                           | 15 gennaio 2000  |                 |
| 5  | Rainbow Gets an 'A"                     | La pagella                          | 22 gennaio 2000  |                 |
| 6  | Grandpa's Fishy Tale                    | I racconti del nonno                | 22 gennaio 2000  |                 |
| 7  | Rainbow's Dental Dilemma                | Dal dentista                        | 29 gennaio 2000  |                 |
| 8  | Rainbow Fish and the Pop Star           | Le bugie hanno le gambe corte       | 29 gennaio 2000  |                 |
| 9  | Sherman Shrimp                          | Sherman Gambi                       | 5 febbraio 2000  |                 |
| 10 | Lost in Crumbling Canyon                | Persi nel Frana Canyon              | 5 febbraio 2000  |                 |
| 11 | The Golf Lesson                         | Lezione di golf                     | 12 febbraio 2000 |                 |
| 12 | Ruby's Adventures in Babysitting        | La pesce sitter                     | 12 febbraio 2000 |                 |
| 13 | Sir Sword Goes Back to School           | Sir Spada torna a scuola            | 19 febbraio 2000 |                 |
| 14 | Rainbow de Bergerac                     | ''Arcobalon de Bergerac             | 19 febbraio 2000 |                 |
| 15 | Big Fish on Campus                      | Il miglior pesce della scuola       | 26 febbraio 2000 |                 |
| 16 | Sibling Rivalry                         | La sorellina di Blue                | 26 febbraio 2000 |                 |
| 17 | One Fish's Treasure                     | Il tesoro di un pesce               | 4 marzo 2000     |                 |
| 18 | Project Rainbow Fish                    | Progetto Arcobaleno                 | 4 marzo 2000     |                 |
| 19 | Ruby Slips In                           | La partita di Ruby                  | 11 marzo 2000    |                 |
| 20 | Working Fish                            | Il pesce lavoratore                 | 11 marzo 2000    |                 |
| 21 | Cecil B. Derainbow                      | Arcobaleno regista                  | 18 marzo 2000    |                 |
| 22 | Rainbow's Pen Pal                       | L'amico di penna                    | 18 marzo 2000    |                 |
| 23 | Campus Current                          | Notizie bollenti                    | 25 marzo 2000    |                 |
| 24 | Fish Alone                              | Un'impresa eroica                   | 25 marzo 2000    |                 |
| 25 | Rainbow Fish and the In Crowd           | Il pesce Arcobaleno e l'alta marea  | 1º aprile 2000   |                 |
| 26 | Knights of the Coral Table              | I cavalieri della Tavola di Corallo | 1º aprile 2000   |                 |
| 27 | Bad Luck Ruby                           | Buona sfortuna Ruby                 | 8 aprile 2000    |                 |
| 28 | Father's Day                            | La giornata dei papà                | 8 aprile 2000    |                 |
| 29 | Prehistoric Pal                         | L'amico preistorico                 | 15 aprile 2000   |                 |
| 30 | May the Better Fish Win                 | Che vinca il migliore               | 15 aprile 2000   |                 |
| 31 | Blue's Fishy Catch                      | Una dubbia vittoria                 | 22 aprile 2000   |                 |
| 32 | To Catch a Thief                        | Come catturare un ladro             | 22 aprile 2000   |                 |
| 33 | Guess Who's Coming to Dinner            | Indovina chi viene a cena           | 29 aprile 2000   |                 |
| 34 | It's a Wonderful Fish                   | Il pesce angelo                     | 29 aprile 2000   |                 |
| 35 | Moving Day                              | Il giorno del trasloco              | 6 maggio 2000    |                 |
| 36 | Romantic Dinner                         | Una romantica cena                  | 6 maggio 2000    |                 |
| 37 | The Bodyguard                           | La guardia del corpo                | 13 maggio 2000   |                 |
| 38 | Mom's Away                              | Mamma lavora                        | 13 maggio 2000   |                 |
| 39 | How Sea Filly Got Her Groove Back       | La trasformazione di Marinella      | 20 maggio 2000   |                 |
| 40 | High Tide Noon                          | Mezzogiorno d'alta marea            | 20 maggio 2000   |                 |
| 41 | Game Girl                               | La febbre del gioco                 | 27 maggio 2000   |                 |
| 42 | There's No Business Like...             | Il mondo dello spettacolo           | 27 maggio 2000   |                 |
| 43 | Sea Filly Needs a Helping Fin           | Un aiuto a Marinella                | 3 giugno 2000    |                 |
| 44 | Prince Blue                             | Sangue blu                          | 3 giugno 2000    |                 |
| 45 | Pool Shark                              | Lo squalo del biliardo              | 28 ottobre 2000  |                 |
| 46 | Halloween Under H2O                     | Halloween sott'acqua                | 28 ottobre 2000  |                 |
| 47 | Eviction Notice                         | Un avviso di sfratto                | 4 novembre 2000  |                 |
| 48 | The Vacation                            | La vacanza                          | 4 novembre 2000  |                 |
| 49 | Cave Mates                              | Compagni di roccia                  | 11 novembre 2000 |                 |
| 50 | Chomper, Master Thespian                | Mandibola attore                    | 11 novembre 2000 |                 |
| 51 | Rainbow's Hiccups                       | Il singhiozzo                       | 18 novembre 2000 |                 |
| 52 | Santa Sword Is Coming to Town           | Babbo Natale arriva in città        | 18 novembre 2000 | 13 ottobre 2001 |